# Again (쥬얼리의 음반)
《Again 02》는 대한민국의 걸 그룹 쥬얼리의 2번째 정규 앨범이다. 2002년 7월 31일 발매되었다.

## 수록곡
1. Cool Girl
2. Again  -  타이틀곡
3. One Summer Night
4. To You
5. Tonight
6. 선배
7. How Are You?
8. 말하지 못한 절반의 사랑
9. Sad
10. 1492...(ㅜ.ㅜ;)
11. Maybe
12. 이별은 모르게...

## 같이 보기
- 박정아 (연예인)
- 서인영